# Ключ 74
| 月                     | 月                      | 月                      |
| ---------------------- | ----------------------- | ----------------------- |
| 73                     | 74                      | 75                      |
| Піньінь:               | yuè                     | yuè                     |
| Чжуїнь:                | ㄩㄝˋ                   | ㄩㄝˋ                   |
| Вейд-Джайлз:           | yüeh4                   | yüeh4                   |
| Ютпхін:                | jyut6                   | jyut6                   |
| Он:                    | ゲツ, ガツ getsu, gatsu | ゲツ, ガツ getsu, gatsu |
| Кун:                   | つき tsuki              | つき tsuki              |
| Кандзі:                | 月偏 tsukihen           | 月偏 tsukihen           |
| Хун:                   | 가로되 garodwoe         | 가로되 garodwoe         |
| Им:                    | 왈 wal                  | 왈 wal                  |
| Індекс у Вікісловнику: | 月                      | 月                      |

Ключ 74 — ієрогліфічний ключ, що означає Місяць як супутник а також місяць як одиницю часу і є одним із 34 (загалом існує 214) ключів Кансі, що складаються з чотирьох рисок.
У Словнику Кансі 69 символів із 40 030 використовують цей ключ.

## Символи, що використовують ключ 74

Як писати ієрогліф.

| без додаткових | 月                |
| 2 додаткові    | 有                |
| 4 додаткові    | 朊 朋 朌 服 肭    |
| 5 додаткових   | 朎 朏 朐 朑 胙    |
| 6 додаткових   | 朒 朓 朔 朕 朗 朗 |
| 7 додаткових   | 朖 朘 朙 朚 望    |
| 8 додаткових   | 朜 朝 朞 期       |
| 9 додаткових   | 朠 朡             |
| 10 додаткових  | 朢                |
| 11 додаткових  | 膤                |
| 12 додаткових  | 朣 朤 朥          |
| 14 додаткових  | 朦                |
| 16 додаткових  | 朧                |